# Isnard Garcia de Freitas
Isnard Garcia de Freitas (Itaperuna, 8 de janeiro de 1916) foi um advogado e político brasileiro.
Foi dirigente do Departamento Administrativo do Serviço Público na presidência de Nereu Ramos, de 24 de novembro de 1955 a 31 de janeiro de 1956, e no Governo Juscelino Kubitschek, de 31 de janeiro a 7 de fevereiro de 1956.